# Appetite for Destruction
Pour les articles homonymes, voir AFD.
Albums de Guns N' Roses
Live ?!*@ Like a Suicide
(1986) G N' R Lies
(1988)
Singles
1. It's So Easy
Sortie : 15 juin 1987
2. Welcome to the Jungle
Sortie : 3 octobre 1987
3. Sweet Child O' Mine
Sortie : 17 août 1988
4. Paradise City
Sortie : 30 novembre 1988
5. Nightrain
Sortie : 29 juillet 1989

Appetite for Destruction est le premier album du groupe de hard rock américain Guns N' Roses.
Cet album a atteint la première place des meilleures ventes d'albums aux États-Unis et a été certifié, depuis, 18 fois disque de platine par la Recording Industry Association of America.
Avec plus de 30 millions d'albums vendus dans le monde, il s'agit d'un des albums les plus vendus de l'histoire.
Une version remasterisée sort en juin 2018.
L'album est cité dans l'ouvrage de référence de Robert Dimery 1001 albums qu'il faut avoir écoutés dans sa vie.

## L'enregistrement
Au mois d'août 1986, les Guns N' Roses entrent au Rumbo Studios de Canoga Park en Californie pour enregistrer leur premier LP officiel. Ils enregistrèrent aussi aux Take One studios, à Burbank, Californie, ainsi qu'aux Can Am Studios, Tarzana, eux aussi en Californie. Durant un peu plus de 5 mois, ils enregistrèrent les divers morceaux présents sur le disque. Le groupe avait la particularité d'enregistrer en prise unique. Tous les musiciens jouaient en même temps au lieu d'enregistrer piste par piste. Axl Rose disait que la musique perdait de la vie et que ça ne ressemblait plus à du Guns lorsqu'ils étaient séparés. Slash, connu pour avoir un son de guitare sortant de l'ordinaire, passait des nuits entières en compagnie de l'ingénieur du son à retravailler ses parties et à rajouter des effets aux pistes de guitare.

## La sortie
L'album sortit le 21 juillet 1987. Durant la première année, l'album ne fut pas un succès colossal. MTV refusa de diffuser le vidéo-clip de Welcome To The Jungle en raison de ses images jugées trop violentes et de la pochette controversée de l'album (voir pochette). Le groupe accepta de faire un compromis et de changer cette dernière. Le patron du label David Geffen en personne appela ensuite MTV et les supplia de diffuser la vidéo. MTV lui accorda un seul passage à une heure tardive dans la nuit. Le standard de MTV explosa d'appels, les auditeurs voulaient savoir quel était le titre du morceau hard-rock dont le clip était passé 3 heures du matin cette nuit là.
En 2018, le groupe aurait vendu près de 30 millions de copies du disque à travers le monde. Il est par ailleurs 18 fois disque de platine aux États-Unis, et aujourd'hui encore, 20 ans après sa sortie, il demeure encore régulièrement classé dans les charts dans de nombreux pays[réf. nécessaire].

## Liste des titres

### Album original
Toutes les chansons sont créditées à Guns N' Roses à l'exception de It's So Easy qui est cocrédité à West Arkeen et Anything Goes qui est cocrédité à Chris Weber. 
Face "G"
| No | Titre                 | Durée |
| -- | --------------------- | ----- |
| 1. | Welcome to the Jungle | 4:31  |
| 2. | It's So Easy          | 3:21  |
| 3. | Nightrain             | 4:20  |
| 4. | Out ta Get Me         | 4:24  |
| 5. | Mr. Brownstone        | 3:46  |
| 6. | Paradise City         | 6:46  |

Face "R"
| No  | Titre               | Durée |
| --- | ------------------- | ----- |
| 7.  | My Michelle         | 3:39  |
| 8.  | Think About You     | 3:50  |
| 9.  | Sweet Child o' Mine | 5:55  |
| 10. | You're Crazy        | 3:16  |
| 11. | Anything Goes       | 3:25  |
| 12. | Rocket Queen        | 6:13  |

### Réédition de 2018
Le 29 juin 2018, un an après le 30e anniversaire du disque, sort dans les bacs la version Super Deluxe de l'album plus le coffret Locked N' Loaded. Les deux rééditions ont le même contenu musical détaillé ci-dessous.
Disc 1
- Album original remastérisé.

Disc 2
- B-Sides N' EP's: tous les titres sont signés par le groupe sauf indications.

| No  | Titre                                                 | Auteur                                | Durée |
| --- | ----------------------------------------------------- | ------------------------------------- | ----- |
| 1.  | Reckless Life                                         | Rose, Stradlin, Chris Weber           | 3:21  |
| 2.  | Nice Boys (reprise de Rose Tattoo)                    | Anderson, Cocks, Leach, Royall, Wells | 3:02  |
| 3.  | Move To the City (live)                               | Stradlin, Weber, Del James            |       |
| 4.  | Mama Kin (reprise d'Aerosmith)                        | Steven Tyler                          | 3:41  |
| 5.  | Shadow of Your Love (live)                            | Rose, Stradlin, Paul Tobias           | 3:03  |
| 6.  | You're Crazy (version acoustique)                     |                                       | 4:25  |
| 7.  | Patience                                              |                                       | 5:54  |
| 8.  | Used To Love Her                                      |                                       | 3:13  |
| 9.  | You're Crazy                                          |                                       | 4:10  |
| 10. | It's So Easy (Live at the Marquee, 1987)              |                                       | 3:54  |
| 11. | Knockin' on Heaven's Door (Live at the Marquee, 1987) | Bob Dylan                             | 4:59  |
| 12. | Whole Lotta Rosie (Live at the Marquee, 1987)         | Young, Scott, Young                   | 4:06  |

Disc 3
- 1986 Sound City Sessions: tous les titres sont signés par le groupe sauf indications.

| No  | Titre                                           | Auteur                                        | Durée |
| --- | ----------------------------------------------- | --------------------------------------------- | ----- |
| 1.  | Welcome to the Jungle                           |                                               | 4:59  |
| 2.  | Nightrain                                       |                                               | 4:49  |
| 3.  | Out ta Get Me                                   |                                               | 4:01  |
| 4.  | Paradise City                                   |                                               | 5:34  |
| 5.  | My Michelle                                     |                                               | 4:21  |
| 6.  | Think About Me                                  |                                               | 3:50  |
| 7.  | You're Crazy                                    |                                               | 3:21  |
| 8.  | Anything Goes                                   | Guns N' Roses, Chris Weber                    | 4:35  |
| 9.  | Rocket Queen                                    |                                               | 6:06  |
| 10. | Shadow of Your Love                             | Rose, Stradlin, Paul Tobias                   | 2:38  |
| 11. | Heartbreak Hotel (reprise d' Elvis Presley)     | Mae Boren Axton, Thomas Durden, Elvis Presley | 4:36  |
| 12. | Jumpin' Jack Flash (reprise des Rolling Stones) | Mick Jagger, Keith Richards                   | 3:21  |

Disc 4
- 1986 Sound City Sessions N' More

| No  | Titre                                            | Auteur                                | Durée |
| --- | ------------------------------------------------ | ------------------------------------- | ----- |
| 1.  | Shadow of Your Love                              | Rose, Stradlin, Tobias                | 3:05  |
| 2.  | Move to the City                                 | Stradlin, Weber, Del James            | 3:16  |
| 3.  | Ain't Going Down No More (version instrumentale) | Guns N' Roses, Weber                  | 3:30  |
| 4.  | The Plague                                       | Guns N' Roses, Weber                  | 0:54  |
| 5.  | Nice Boys (reprise de Rose Tattoo)               | Anderson, Cocks, Leach, Royall, Wells | 2:58  |
| 6.  | Back off Bitch                                   | Rose, Tobias                          | 4:39  |
| 7.  | Reckless Life                                    | Rose, Stradlin, Weber                 | 2:45  |
| 8.  | Mama Kin (reprise d'Aerosmith)                   | Tyler                                 | 3:26  |
| 9.  | New York Tune                                    | Guns N' Roses, Weber                  | 3:25  |
| 10. | November Rain (version piano)                    | Rose                                  | 10:18 |
| 11. | Move To the City (version acoustique)            | Stradlin, Weber, Del James            | 3:41  |
| 12. | You're Crazy (version acoustique)                | Guns N' Roses                         | 4:06  |
| 13. | November Rain (version acoustique)               | Rose                                  | 5:00  |
| 14. | Jumping Jack Flash (version acoustique)          | Jagger, Richards                      | 3:52  |
| 15. | Move To the City (version acoustique 1986)       | Stradlin, Weber, Del James            | 3:26  |

## La pochette
La pochette originale d'Appetite for Destruction est une œuvre de Robert Williams peinte en 1977 représentant un monstre de métal en train de s'abattre sur un robot ayant violé une jeune femme allongée sur le trottoir. Axl Rose était allé voir en personne Robert Williams pour lui demander la permission d'utiliser la toile. Ce dernier accepta, mais les avertit qu'ils auraient des ennuis en faisant ce choix. Un an après la sortie de l'album, les ventes n'avançaient pas. C'était dû entre autres à un manque de publicité de la part de MTV, qui refusait de diffuser le vidéo-clip notamment en raison de la pochette jugée de mauvais goût. Le groupe fit le compromis de changer la couverture mais il laissa l'image controversée à l'intérieur de l'album.
La pochette actuelle est en fait une reproduction du tatouage qu'Axl Rose a sur son bras droit. Geffen avait bien aimé ce tatouage et décida donc de l'utiliser pour la pochette de l'album. Il en existe deux versions différentes.

## Musiciens
- Axl Rose : chant, chœurs, synthétiseurs, percussion
- Slash : guitare solo, rythmique et acoustique
- Izzy Stradlin : guitare rythmique et solo, percussion, chœurs
- Duff McKagan : guitare basse, chœurs
- Steven Adler : batterie

## Charts et certifications
| Pays             | Durée du classement | Meilleur classement |
| ---------------- | ------------------- | ------------------- |
| Allemagne        | 73 semaines         | 2e                  |
| Australie        | 107 semaines        | 7e                  |
| Autriche         | 55 semaines         | 3e                  |
| Belgique (W)     | 25 semaines         | 109e                |
| Belgique (V)     | 51 semaines         | 89e                 |
| Canada           | 58 semaines         | 7e                  |
| Danemark         | 1 semaine           | 35e                 |
| Espagne          | 53 semaines         | 3e                  |
| États-Unis       | 249 semaines        | 1er                 |
| Finlande         | 3 semaines          | 22e                 |
| France           | 12 semaines         | 25e                 |
| Italie           | 164 semaines        | 5e                  |
| Norvège          | 33 semaines         | 9e                  |
| Nouvelle-Zélande | 76 semaines         | 1er                 |
| Pays-Bas         | 88 semaines         | 3e                  |
| Portugal         | 26 semaines         | 4e                  |
| Royaume-Uni      | 284 semaines        | 5e                  |
| Suède            | 64 semaines         | 12e                 |
| Suisse           | 47 semaines         | 5e                  |

| Pays (1998)                  | Meilleur classement |
| ---------------------------- | ------------------- |
| Royaume-Uni (Rock and Metal) | 1er                 |

| Pays             | Certification | Ventes       | Date       |
| ---------------- | ------------- | ------------ | ---------- |
| Allemagne        | Platine       | 500 000 +    | 1992       |
| Autriche         | Or            | 25 000 +     | 21/09/1990 |
| Australie        | 7 × Platine   | 490 000 +    | 2016       |
| Canada           | Diamant       | 1 000 000 +  | 28/07/1992 |
| États-Unis       | 18 × Platine  | 18 000 000 + | 23/09/2008 |
| Finlande         | Or            | 25 000 +     | 1990       |
| France           | 2 × Or        | 200 000 +    | 1997       |
| Italie           | 2 × Platine   | 120 000 +    | 2019       |
| Nouvelle-Zélande | 5 × Platine   | 75 000 +     | 06/03/2017 |
| Pays-Bas         | Platine       | 100 000 +    | 1996       |
| Royaume-Uni      | 4 × Platine   | 1 200 000 +  | 15/12/2017 |
| Suisse           | Platine       | 50 000 +     | 1990       |

### Charts singles
| Année | Single                | Chart                  | Durée du classement | Position |
| ----- | --------------------- | ---------------------- | ------------------- | -------- |
| 1987  | It's So Easy          | UK Singles Chart       | 3 semaines          | 84e      |
| 1987  | Welcome to the Jungle | UK Singles Chart       | 2 semaines          | 67e      |
| 1988  | Welcome to the Jungle | Hot 100                | 17 semaines         | 7e       |
| 1988  | Welcome to the Jungle | Mainstream Rock Tracks | 6 semaines          | 38e      |
| 1988  | Welcome to the Jungle | UK Singles Chart       | 7 semaines          | 24e      |
| 1988  | Welcome to the Jungle | ARIA Charts            | 7 semaines          | 41e      |
| 1988  | Welcome to the Jungle | RMNZ Singles Top40     | 13 semaines         | 6e       |
| 1988  | Welcome to the Jungle | Mega Top 50            | 4 semaines          | 84e      |
| 1988  | Sweet Child O' Mine   | Hot 100                | 24 semaines         | 1er      |
| 1988  | Sweet Child O' Mine   | Mainstream Rock Tracks | 19 semaines         | 7e       |
| 1988  | Sweet Child O' Mine   | UK Singles Chart       | 30 semaines         | 24e      |
| 1988  | Sweet Child O' Mine   | ARIA Charts            | 23 semaines         | 11e      |
| 1988  | Sweet Child O' Mine   | (V) Ultratop           | 1 semaine           | 36e      |
| 1988  | Sweet Child O' Mine   | RPM Top Singles        | 7 semaines          | 7e       |
| 1988  | Sweet Child O' Mine   | Promusicae             | 3 semaines          | 30e      |
| 1988  | Sweet Child O' Mine   | Singles Top40          | 22 semaines         | 5e       |
| 1988  | Sweet Child O' Mine   | Mega Top 50            | 22 semaines         | 20e      |
| 1988  | Sweet Child O' Mine   | Sverigetopplistan      | 2 semaines          | 27e      |
| 1988  | Sweet Child O' Mine   | Schweizer Hitparade    | 6 semaines          | 15e      |
| 1989  | Sweet Child O' Mine   | UK Singles Chart       | 10 semaines         | 6e       |
| 1989  | Paradise City         | Hot 100                | 17 semaines         | 5e       |
| 1989  | Paradise City         | Mainstream Rock Tracks | 11 semaines         | 14e      |
| 1989  | Paradise City         | UK Singles Chart       | 12 semaines         | 6e       |
| 1989  | Paradise City         | ARIA Charts            | 1 semaine           | 48e      |
| 1989  | Paradise City         | (V) Ultratop           | 13 semaines         | 10e      |
| 1989  | Paradise City         | VG-lista               | 8 semaines          | 4e       |
| 1989  | Paradise City         | Singles Top40          | 14 semaines         | 2e       |
| 1989  | Paradise City         | Mega Top 50            | 15 semaines         | 2e       |
| 1989  | Paradise City         | Sverigetopplistan      | 9 semaines          | 3e       |
| 1989  | Paradise City         | Schweizer Hitparade    | 14 semaines         | 7e       |
| 1989  | Nightrain             | Hot 100                | 5 semaines          | 93e      |
| 1989  | Nightrain             | Mainstream Rock Tracks | 5 semaines          | 26e      |
| 1989  | Nightrain             | UK Singles Chart       | 5 semaines          | 17e      |
| 1989  | Nightrain             | (V) Ultratop           | 1 semaine           | 39e      |
| 1989  | Nightrain             | Singles Top40          | 4 semaines          | 21e      |